# Porcellium sfenthourakisi
Porcellium sfenthourakisi är en kräftdjursart som beskrevs av Helmut Schmalfuss1996. Porcellium sfenthourakisi ingår i släktet Porcellium och familjen Trachelipodidae. Inga underarter finns listade i Catalogue of Life.